# Bovik tattare
Bovik tattare, död efter 1572, var en svensk hovfunktionär. 
Bovik nämns först som småsven till Erik XIV. Efterhand kom han att ingå i Karin Månsdotters hushåll. Från 1565-66 förekommer han så ofta omnämnd i Karins tjänst, då han uträttar ärenden och går med meddelanden åt henne, att han framstår som hennes personliga tjänare. Han var också känd som Eriks egen förtrogne tjänare. 
När Erik XIV störtades 1568 greps Bovik, då Johan III på grund av Boviks förtrogna ställning hos kungaparet förmodades känna till var Erik hade gömt undan sin hemliga skatt, något som beskrivs som en fix idé hos Johan. Bovik underkastades tortyr men avslöjade ingenting. Han blev så småningom frisläppt och fick tillstånd att återigen bli en del av Erik och Karins tjänarstab, och finns antecknad i deras hushåll igen under deras fångenskap i Åbo 1572. 